# كيراس فريسي (كورينثيا)
كيراس فريسي (Κυράς Βρύση) هي مدينة في كورينثيا في مقاطعة كينتريكي إلادا في اليونان.